# Duale Ausbildung
Die duale Ausbildung ist ein System der Berufsausbildung. Die Ausbildung im dualen System erfolgt an zwei Lernorten, dem Betrieb und der Berufsschule, und zeichnet sich durch lernortübergreifende Lernprozesse (Duales Lernen) aus. Personen in der dualen Ausbildung werden als Auszubildende oder (in Deutschland veraltet) als Lehrlinge bezeichnet.
Voraussetzung für eine Berufsausbildung im dualen System ist in Deutschland ein Berufsausbildungsvertrag und in Österreich, der Schweiz und Südtirol (Italien) ein Lehrvertrag mit einem Betrieb. Die folglich zu besuchende Berufsschule ist abhängig vom Ort bzw. von der regionalen Zugehörigkeit des Betriebes. Der größte praktische Teil der Ausbildung wird den Auszubildenden in den Betrieben vermittelt, den theoretischen Teil übernimmt überwiegend die Berufsschule. Besondere Bedeutung für die Ausbildungsqualität kommt der Lernortkooperation zu und damit der Kooperation zwischen betrieblichen Ausbildenden und Lehrenden an beruflichen Schulen. Darüber hinaus ist es vielerorts an Berufsschulen auch möglich, Zusatzqualifikationen zu erwerben.
Bei Besuch einer berufsbildenden Schule (Schule mit Berufsabschluss) ist die duale Ausbildung durch den allgemeinbildend/theoretischen Unterricht und den praktischen Werkstattunterricht sichergestellt.

## Deutschland

Bildungsgänge im deutschen Bildungssystem

### Geschichte
Die duale Ausbildung wurde in Deutschland 1969 bundesweit einheitlich und unabhängig von der jeweiligen Branche im Berufsbildungsgesetz verankert. Der Begriff des „dualen System der Berufsausbildung“ prägte der Deutsche Ausschuss für das Erziehungs- und Bildungswesen fünf Jahre zuvor (1964). Die geschichtlichen Vorläufer der Handelskammern waren die Handwerkszünfte im Mittelalter, diese wurden im 12. Jahrhundert in deutschen Handelsstätten gegründet. Die Zünfte etablierten das Prinzip des Meistersystems, bei dem im Unternehmen und in der Zusammenarbeit mit erfahrenen Mitarbeitern gelernt wird.

### Struktur
Die duale Ausbildung findet in Deutschland nach den Grundsätzen des Berufsbildungsgesetzes (BBiG) in einem Ausbildungsbetrieb, in einer Berufsschule und sonstigen Berufsbildungseinrichtungen statt.

#### Betriebliche Ausbildung
Grundlage für die betriebliche Ausbildung ist der von dem Ausbilder zu erstellende betriebliche Ausbildungsplan auf Basis des Ausbildungsrahmenplanes der jeweiligen Ausbildungsordnung des Berufes.
Ausbildungsschwerpunkte nach § 1 und § 14 BBiG sind:
- Vermittlung von fachlichen Fähigkeiten, Kenntnissen und Fertigkeiten. Die sog. „berufliche Handlungsfähigkeit“. Dieses ergibt sich inhaltlich aus der Ausbildungsordnung für jeden Beruf:
- ermöglichen erster Berufserfahrung
- charakterliche Förderung
- Vermeidung von Gefährdungen (z. B. körperliche Gefahren vermeiden durch Einhalten der UVV)

Die Ausbildung in den Betrieben findet an drei bis vier Tagen pro Woche statt, an ein bis zwei Tagen (Länderrechtliche Regelungen: je nach Ausbildungsberuf und Ausbildungsjahr) werden Berufsschultage angeboten. Alternativ wird auch Blockunterricht durchgeführt. Das bedeutet, dass der Auszubildende bzw. Lehrling für bis zu acht Wochen am Stück vollständig nur in der Schule ist. Sie wird oft ergänzt durch die überbetriebliche Ausbildung, die in eigenen Werkstätten der Handwerksinnungen und Kammern (Deutschland) stattfindet. Diese überbetrieblichen Lehrgänge sollen die Ausbildungsdefizite, die durch die Spezialisierung vieler Betriebe entstanden sind, ausgleichen. Die Dauer solcher Lehrgänge kann drei bis vier Wochen pro Jahr betragen. Einige Lehrgänge sind, je nach Ausbildungsberuf, in der jeweiligen Ausbildungsordnung vorgeschrieben (z. B. Schweißlehrgänge für Kfz-Mechaniker), andere sind freiwillig. In Österreich wird die theoretische Ausbildung einen Tag pro Woche, wie in Wien, oder geblockt bis zu zwei Monate im Jahr in Berufsschulen durchgeführt.

#### Schulische Ausbildung
Die Ausbildung in der Berufsschule unterliegt den Schulaufsichtsbehörden der Bundesländer – in der Schweiz Kantone – und den jeweils geltenden Lehrplänen, die wiederum auf dem Rahmenlehrplan basieren. Die Rahmenlehrpläne sind nicht bundeseinheitlich im Gegensatz zu den Ausbildungsordnungen und den darin enthaltenen Ausbildungsrahmenplänen. Rahmenlehrpläne werden von der übergeordneten KMK (Ständige Konferenz der Kultusminister der Länder) freigegeben, jedoch besteht das grundlegende Recht, dass die jeweiligen Bundesländer die Rahmenlehrpläne noch individuell auf die gegebenen Umstände anpassen können. Deshalb ist es für eine gute Abstimmung zwischen Berufsschule und betrieblicher Ausbildung wichtig, den jeweiligen Rahmenlehrplan des Bundeslandes respektive der entsprechenden Berufsschule anzufordern.
Generelle Aufgabenschwerpunkte der Berufsschulen sind:
- die Vermittlung von theoretischen Fachkenntnissen
- die Vertiefung der Allgemeinbildung
- und die Verleihung von Laufbahnberechtigungen (Bildungsabschlüsse)

Neben der „normalen“ Berufsschulpflicht erfüllen die Berufsschulen weitere Aufgaben:
- Berufsgrundschuljahre
- Berufsfachschule
- Fachhochschulreife
- Oberschulreife

Der Besuch der Berufsschule umfasst in der Regel zwölf Unterrichtsstunden pro Woche, was zwei Schultagen entspräche. Da jedoch im Allgemeinen nicht der volle Unterricht erteilt werden kann, beschränkt sich der Unterricht oft auf acht Stunden, die an einem oder zwei Tagen unterrichtet werden. Die Ausbildung in der Berufsschule umfasst einen fachtheoretischen und einen allgemeinen Teil. Zum allgemeinen Teil gehören in allen Berufen die Fächer Deutsch (Kommunikation), Politik (Gesellschaftslehre), Sport (Gesundheitsförderung) und vereinzelt auch Religion (Lebensfragen, Werte, Normen).
Der Berufsschulunterricht wird entweder in Teilzeitform (wöchentlich ein oder zwei Tage) oder in Blockform (zusammengefasst zu mehreren Wochen „am Stück“) organisiert. Berufe mit nur wenigen Ausbildungsverhältnissen (so genannte Splitterberufe) werden in Landes- oder Bundesfachklassen zusammengefasst.

#### Prüfungen
Während der Berufsausbildung ist eine Zwischenprüfung abzulegen, die den Erfolg der bisherigen Ausbildung aufzeigen soll. Diese findet in etwa in der Mitte der Ausbildung statt. Am Ende der Ausbildung steht die Abschlussprüfung, in der die zu Prüfenden ihre berufliche Handlungskompetenz nachweisen müssen. Im Handwerk heißt die Abschlussprüfung traditionell Gesellenprüfung. Die Prüfungen sind von den zuständigen Stellen, in der gewerblichen Wirtschaft z. B. von den Handwerkskammern und Industrie- und Handelskammern (IHKs), zu organisieren. Abgenommen werden sie von den durch die Kammern eingesetzten („berufenen“) Prüfungsausschüssen. Die Anmeldung zu den Prüfungen erfolgt entsprechend der jeweils geltenden Prüfungsordnung entweder durch den Ausbildungsbetrieb oder durch den Auszubildenden selbst. Die für die Anmeldung erforderlichen Unterlagen sind je nach Prüfungsordnung verschieden, müssen jedoch mindestens enthalten:
- Kopie des Berufsausbildungsvertrages
- Kopie des letzten Berufsschulzeugnisses
- Ausbildungsnachweise bzw. Berichtshefte
- Bescheinigung über die Teilnahme an weiteren Maßnahmen über- und außerbetrieblich.

Der Betrieb ist grundsätzlich verpflichtet, den Auszubildenden auf eine Prüfung vorzubereiten. Er entscheidet nach eigenem Ermessen.
Die schriftlichen IHK-Zwischen- und Abschlussprüfungen sind (mit Ausnahme der baden-württembergischen IHKs in der Abschlussprüfung) bundesweit einheitlich, d. h. sie werden gleichzeitig und mit für den jeweiligen Beruf identischen Aufgabensätzen durchgeführt. Die Aufgaben werden arbeitsteilig bei drei Aufgabenerstellungseinrichtungen der IHKs in einem aufwändigen Verfahren, bei dem drittelparitätisch mit Arbeitgeber- und Arbeitnehmervertretern sowie Lehrern besetzte Fachausschüsse eine zentrale Rolle spielen, erstellt. Für die kaufmännischen und kaufmännisch-verwandten Ausbildungsberufe sind das die Aufgabenstelle für kaufmännische Abschluss- und Zwischenprüfungen (AkA) in Nürnberg und die Zentralstelle für Prüfungsaufgaben Nord-West (ZPA Nord-West) in Köln, für die gewerblich-technischen Ausbildungsberufe die Prüfungsaufgaben- und Lehrmittelentwicklungsstelle der IHK Region Stuttgart (PAL). Prüfungsaufgaben für das grafische Gewerbe werden vom ZFA Druck-Medien in Kassel erstellt.
Wesentlicher Vorteil der einzigartigen zentralen IHK-Prüfungen ist, dass alle Auszubildenden eines Berufes bundesweit mit den gleichen Aufgaben geprüft werden. Damit ist gewährleistet, dass die Prüfungen objektiv sind und die jeweiligen Prüfungsergebnisse bundesweit vergleichbar sind. Die Durchschnittsergebnisse nach IHK-Bezirk, Bundesland und bundesweit können auf jeder IHK-Homepage eingesehen werden, so dass sich jeder Prüfling, aber auch jeder Ausbildungsbetrieb mit seinen Ergebnissen einordnen kann.
In den Jahren 2003 bis 2007 fand ein Umbruch im Prüfungsverfahren statt. In einigen neugeordneten bzw. neuen Ausbildungsberufen wurden im Rahmen eines Modellversuches Zwischen- und Abschlussprüfung durch eine „gestreckte“ Prüfung ersetzt. Das heißt im Detail, dass Prüfungsteil 1 (vormals die Zwischenprüfung) bis zu 40 % in das Gesamtergebnis eingeht und Prüfungsteil 2 (vormals die Abschlussprüfung) dementsprechend 60 oder mehr Prozent der Gesamtprüfung entspricht.
Mit bestandener Prüfung bekommt der „ehemalige“ Auszubildende drei Zeugnisse:
- Zeugnis des Ausbildungsbetriebes
- Berufsschulzeugnis
- Abschlusszeugnis bzw. Gesellen- oder Facharbeiterbrief

Der Ausbildungsbetrieb ist verpflichtet, das betriebliche Zeugnis auszustellen.
Wird die Abschlussprüfung nicht bestanden, kann der Auszubildende die Prüfung zwei Mal wiederholen. Das Ausbildungsverhältnis kann auf Verlangen des Auszubildenden bis zur nächsten Wiederholungsprüfung verlängert werden, jedoch höchstens um ein Jahr.

### Vorteile der dualen Ausbildung in Deutschland
Als Vorteil gilt, dass durch die Bildung im Betrieb eine Praxisnähe garantiert wird. Die Auszubildenden werden mit neuesten technischen Entwicklungen vertraut gemacht. Sie können sich in den Betrieben einen Ruf erarbeiten, was eine Übernahme nach der Ausbildung positiv beeinflusst. Die Anlernphase ist durch die Erfahrungen als Auszubildender auch verkürzt. Den Lehrlingen wird durch die Ausbildungsvergütung ermöglicht, sich auf die Ausbildung zu konzentrieren.
Durch den Besuch der Berufsschule wird eine Grundlagenbildung sichergestellt und der theoretische Hintergrund zu den Tätigkeiten des Betriebes gelegt. Durch die Berufsschule ist es möglich, die Schulpflicht in der allgemeinbildenden Schule zu verringern, da durch die Fächer wie Deutsch, Sozialkunde, Religion und Sport die Schulbildung der Jugendlichen abgeschlossen wird. Es wird ein Mindestniveau der Ausbildung durch den Staat sichergestellt.
Durch die Prüfung vor der Industrie- und Handelskammer beziehungsweise der Handwerkskammer wird die Vergleichbarkeit der Abschlüsse sichergestellt.

### Nachteile der dualen Ausbildung in Deutschland
Die Beteiligung von drei Partnern macht einen erhöhten Abstimmungsaufwand notwendig.
Dadurch, dass die Lehrpläne für die Berufsschulen vom jeweiligen Bundesland und die Ausbildungsrahmenpläne von Bund erlassen werden, ist deren Vereinbarkeit nicht immer gegeben.
In einem Teil der Betriebe werden Auszubildende als billige Arbeitskräfte ohne Mindestlohn betrachtet und nicht umfassend ausgebildet, sondern es werden nur Teilbereiche vermittelt. Aufgrund von Spezialisierung des Betriebes können nicht alle Teilaspekte des Berufes abgebildet werden. Dies muss mit Hilfe der überbetrieblichen Ausbildung oder durch Partnerschaften mit anderen Betrieben mit organisatorischen und finanziellen Aufwand abgefedert werden. Als Beispiel kann beim Zahnmedizinischen Fachangestellten gelten, dass nicht jede Zahnarztpraxis Zahnimplantate einbringt. Dies ist aber für eine umfassende Ausbildung in diesem Beruf Bestandteil.
Neuere technische Entwicklungen werden in der Berufsschule nur mit Verzögerung berücksichtigt.

## Situation außerhalb des deutschsprachigen Raumes
In den Vereinigten Staaten hat das Konzept der dualen Ausbildung nicht Fuß gefasst. Die am häufigsten eingeschlagenen Berufsbildungswege sind das Hochschulstudium und die sofort nach dem Abschluss der High School aufgenommene Berufstätigkeit mit Training-on-the-Job. Viele Berufe, die im deutschsprachigen Raum im Rahmen einer dualen Ausbildung erlernt werden können, werden in den USA an Vocational Schools (Trade Schools, Technical Schools), einer Art von Gewerbeschulen, erlernt.
Das Ifo Institut für Wirtschaftsforschung erklärte 2013 die anhaltend im europäischen Vergleich relativ niedrige Jugendarbeitslosigkeit in Deutschland damit, dass sich hier das duale Berufsbildungssystem seit Jahrzehnten etabliert habe. Dieses sei mithin ein „Erfolgsmodell“, das zu kopieren sich anderen Staaten empfehle. Bei der Übernahme des Modells würden jedoch häufig gravierende Fehler gemacht. Vor allem fehle häufig das Verständnis dafür, was ein duales System zum „Erfolgsmodell“ mache:
- Das System der dualen Berufsausbildung werde oft als sozialpolitische Veranstaltung zur Versorgung schwacher Schüler missverstanden. Ihr Hauptzweck sei aber die Ausbildung der Fachkräfte für morgen in zukunftsträchtigen Berufsbildern. Nur unter dieser Voraussetzung seien die Unternehmen bereit, auch ohne staatlichen Zwang in Berufsausbildung zu investieren.
- Die Wirtschaft, in die junge Leute integriert werden sollen, sei oft nicht innovativ genug; ihre Arbeitsorganisation basiere nicht genügend auf qualifizierten Kräften.
- Berufsausbildung genieße in der Bevölkerung von Problemstaaten zu selten ein hohes Prestige, so dass sich vor allem die schwächsten Schüler im Kontext des dualen Systems bewerben.
- Unternehmen müssten langfristiger denken, als dies in Problemstaaten oft der Fall sei, da sich die Investitionen in eine Berufsausbildung oft erst nach einigen Jahren amortisierten.
- In Deutschland arbeiteten Arbeitgeberverbände, Gewerkschaften, Kammern und Betriebsräte eng mit dem Staat zusammen, so dass es eine enge Verzahnung zwischen betrieblicher und schulischer Ausbildung gebe. Ohne solche Formen der Kooperation hätten es Systeme, die das deutsche Modell nur oberflächlich nachahmten, schwer, erfolgreich zu sein.

Das ifo-Institut hält generell eine Berufsausbildung, die ausschließlich an staatlichen Schulen ohne Bezüge zur aktuellen Praxis der Betriebe stattfindet, für wenig effektiv, da Arbeitgeber in Krisenzeiten berufliche Erfahrungen stark wertschätzten, über die aber in Staaten ohne die Institution der Lehre in der Regel nur ihr Stammpersonal verfüge. Solche Staaten stellten den Betrieben vor allem Schulabgänger ohne betriebsspezifische Erfahrungen zur Verfügung. In Deutschland hingegen würden in einem bestimmten Betrieb Ausgebildete häufig nach Ende ihrer Berufsausbildung von „ihrem“ Betrieb, zumindest aber von einem ähnlich strukturierten Betrieb übernommen.

## Probleme der dualen Ausbildung

### Deutschland

#### Gleichzeitig Mangel und Überangebot von Ausbildungsplätzen
Das Angebot an betrieblichen Ausbildungsplätzen (siehe Ausbildungsquote) gestaltet sich regional und von Branche zu Branche sehr unterschiedlich, sodass einerseits offene Ausbildungsplätze nicht besetzt werden können, andererseits werden immer noch viele junge Menschen statt in Betrieben in schulischen und außerbetrieblichen Maßnahmen ausgebildet. Als zunehmend problematisch erweist sich, dass vielen Jugendlichen ein Mangel an Ausbildungsreife bescheinigt wird. Auch junge Menschen mit allgemeinbildendem Schulabschluss genügen oft nicht den hohen Anforderungen dualer Ausbildungsordnungen vieler drei- und dreieinhalbjähriger Berufsausbildungen.

#### Lösungsansätze
In der Vergangenheit ist in Deutschland schon mehrfach versucht worden, die genannten Defizite durch Veränderungen am dualen System zu überwinden. Diskutiert wurden insbesondere die „Auftragsausbildung“ und die „verstaatlichten Ausbildungsgänge“. Jedoch konnte dieser Ansatz nicht nachhaltig überzeugen.
Bei der „Auftragsausbildung“ stellen große Konzerne ihre Kapazitäten wie ihre Lehrwerkstätten (zur Ausbildung von industriellen Metallberufsbildern) zur Verfügung und bilden über ihren Eigenbedarf hinaus aus. Allerdings ist dadurch die Übernahme der Auszubildenden in ein festes Arbeitsverhältnis nicht gesichert. Damit ist diese Variante nur sehr bedingt geeignet, die Schwächen des dualen Systems im Ergebnis zu reduzieren.
Bei den „verstaatlichten Ausbildungsgängen“ (den sogenannten „Assistenten“-Berufen) werden Jugendliche in Oberstufenkollegs und in Schulen freier Trägerschaft am dualen System „vorbei“ qualifiziert. Diese Ausbildungsgänge bieten neben theoretischem Unterricht auch betriebliche Praktika an. Allerdings kommt hier die betriebliche Praxis oft zu kurz. So wird der Übergang der Absolventen ins Arbeitsleben erschwert.
Für diejenigen, deren Problem darin besteht, dass sie mit großer Wahrscheinlichkeit am Anspruchsniveau der schriftlichen Berufsabschluss-Prüfung scheitern werden, wird eine Art „Lehre light“ angeboten. Insbesondere junge Menschen, die im Sinne des § 19 Abs. 1 SGB III als „lernbehindert“ gelten, erhalten so die Chance, Fachpraktiker (bzw. Werker) zu werden. Fast alle entsprechenden Ausbildungsgänge werden mangels Interesses der Privatwirtschaft von öffentlich-rechtlichen Institutionen organisiert.
Seit 2006 wird – ausgehend von einem „Innovationskreis Berufliche Bildung“ des Bundesministeriums für Bildung und Forschung – über eine Modularisierung der Dualen Ausbildung diskutiert. Ähnlich wie bei modernen Hochschulstudiengängen soll die Ausbildung mit standardisierten Ausbildungsbausteinen gegliedert werden, die innerhalb einer Berufsgruppe kombinierbar sind und die die Anrechnung von Teilleistungen möglich machen. Anders als bei gestuften Modellen, die anerkannte Abschlüsse bescheinigen, würden Ausbildungsbausteine für sich zertifiziert, eine Berufsabschlussprüfung bliebe aber bestehen. Vom Bundesinstitut für Berufsbildung sind bis Ende 2007 Ausbildungsbausteine für 14 Berufe entwickelt worden. Befürworter erwarten durch eine Modularisierung der Dualen Ausbildung eine bessere Flexibilität und Durchlässigkeit vom Übergangssystem aus, Kritiker befürchten eine Absenkung des Qualitätsniveaus der Ausbildung.
Das stark rückläufige Interesse an dualen Ausbildungsstellen dokumentiert das Bundesministerium für Wirtschaft und Klimaschutz 2022 in einem fact-sheet. Demnach sank die Zahl der jährlichen neuen Ausbildungsverträge von 2008 (616.300) bis 2022 (469.900) um 146.400. 63.200 gemeldete Ausbildungsplätze waren 2021 nicht besetzt; 24.600 Bewerber waren im selben Jahr unversorgt. Zu dieser Zahl sind 43.200 Menschen die nur ins Übergangssystem vermittelt wurden hinzuzurechnen.

### Schweiz

Das duale Berufsbildungssystem der Schweiz (2016)

#### Berufsbildung in Übersicht
Die Schweiz rühmt sich ihrer Berufsbildung, der Lehre – wie man in der deutschsprachigen Schweiz die Berufsausbildung, duale Ausbildung geläufig bezeichnet. In handwerklichen, technischen, administrativen oder Dienstleistungsberufen – von einfacher bis höher qualifizierten – bildet sie eine der Grundlagen der Schweizer Wirtschaft und öffentlicher Verwaltung.
im weiteren siehe: Berufsbildung > Schweiz
Probleme entstehen vor allem in den Bereichen, die niedrige Löhne anbieten.
Je nach Fach- und Tätigkeitsgebiet ergibt sich, von Zeit zu Zeit, Mangel an Lehrstellen oder aber an Interessenten.

#### Wenig Lehrstellen
Auch in der Schweiz gibt die Tatsache, dass immer mehr Jugendliche keine entsprechende Lehrstelle finden, Anlass zur Besorgnis der ganzen Gesellschaft.
In einer 2004 stattfindenden „Konferenz der Bundesrats-Parteien“ kamen die Teilnehmer zum einzigen Resultat – einem Aufruf an die Unternehmen, vermehrt Lehrstellen zu schaffen.
Diese Situation führte auch zu bizarren Auswüchsen – so schrieb 2004 ein findiger Unternehmer Informatiklehrstellen in seinem neu gegründeten Lehrbetrieb aus. Dabei sollten die Lehrlinge erstmals keinen Lehrlingslohn erhalten, sondern eine Ausbildungsgebühr bezahlen. Die Empörung darüber war so groß, dass dieser Betrieb nie starten konnte.
Um eine Lehrstelle zu erhalten, muss man zunehmend einen Eignungstest bestehen. Bei begehrten Berufen gibt es oft mehrere Bewerber, womit die Betriebe „bequem“ auswählen können.
Eine mögliche Ursache dieser Situation ist die „Aufwertung“ vieler Berufslehren und den damit einhergehenden höheren Qualifikationen, die für diese Berufslehren verlangt werden. Tatsächlich sind es denn auch fast ausschließlich die weniger begabten Schüler, die keine Lehrstellen mehr finden, während viele besser Begabte zu einer Matura-Schule wechseln.

#### Wenig Interessenten
Laut Berichten  wären per August 2009 noch etwa 5.000 Lehrstellen unbesetzt (von 82.000), jedoch fänden immer mehr Jugendliche nach Beendigung der Lehre keinen Job. Etwa die Hälfte der 147.000 Jugendlichen, die letzten April vor der Ausbildungswahl standen, entschied sich für eine berufliche Grundbildung.